# 가오나시

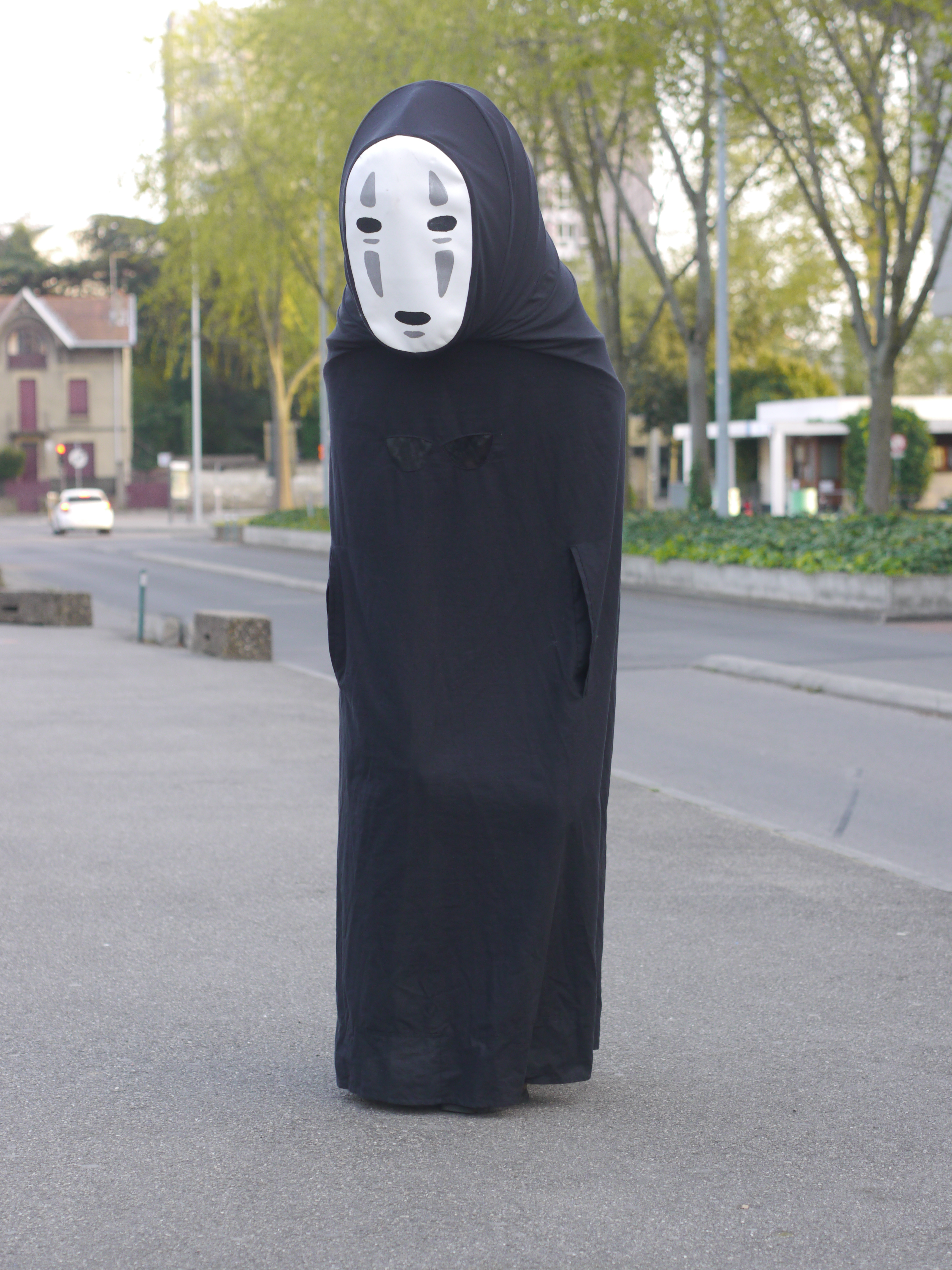

가오나시(カオナシ)는 영화 센과 치히로의 행방불명에 나오는 캐릭터이다.
검은 그림자의 모습에 가면이 얼굴 부분에 있다. 할 수 있는 말은 '아'와 '에' 밖에 없지만, 다른 요괴를 먹으면 그 목소리로 말을 할 수 있다. 평상시에는 직립 보행을 하고 있지만 온천장의 직원들을 먹음으로써 4족보행을 할 수 있게 되었다. 몸에서 금을 마음대로 만들어 낼 수 있으며, 자신에게 호의를 보여 준 치히로를 좋아해 환심을 사려고 노력한다. 마지막, 치히로를 따라 제니바의 집에 간 후, 계속 제니바의 집에서 살게 된다. 영어로는 "No Face" 라고 불리며, 다른 패러디 작품들에서 많이 등장한다.

## 가오나시의 탄생 배경
평소 미야자키 하야오 감독은 장편 영화를 제작할 때 시나리오를 먼저 준비하지 않고 그림 콘티를 제작하면서 스토리를 구상한다고 한다.<센과 치히로의 행방불명> 작품에서도 그 방식은 동일했는데 제작년도의 골든위크 기간중, 휴일이라 많은 직원들이 출근을 하지 않았을 때, 프로듀서인 스즈키 도시오. 작화감독 안도 마사아키, 미술감독 타케시게 요지와 함께 미야자키 하야오 감독은 화이트 보드에 그림을 그리며 후반부 스토리에 대해 회의를 하고 있었다. 그 당시의 스토리 흐름으로는 치히로가 온천장에서 일을 하며 유바바를 타도하지만 그 뒤에는 더 강한 배후가 있으며 하쿠와 힘을 합쳐 그 배후를 쓰러트려 이름을 되찾는 것이었다. 하지만 이 스토리로 가면 영화 방영시간이 3시간을 초과한다는 의견이 나왔다. 스즈키 도시오는 <센과 치히로의 행방불명>의 공개를 일년 늦추자고 제안을 했지만 안도 마사아키과 미야자키 하야오 감독은 이를 부정했다. 그러면서 미야자키 하야오 감독은 그 스토리 대안으로 치히로가 처음 온천장에 들어가는 장면에서 난간 옆에 있던 캐릭터를 차용했다. 어떤 계획에도 없었던 그저 엑스트라에 불과한 캐릭터였지만 그것을 영상화했을 때 그 캐릭터의 이상한 존재감이 그를 신경이 쓰이게 만들었다. 그러면서 그는 처음 대안이었던 스토리를 흐지부지 하는 대신에 가오나시와 치히로의 관계에 집중해 그림 콘티를 짜기 시작했다고 한다. 가오나시는 이때 미야자키가 회의 도중 3분 만에 가면을 쓴 요괴 같은 캐릭터를 쓱쓱 그려내서 탄생했다고 한다.

## 사회 문화
1. 야구 선수인 김민수는 2018년 희망 더하기 자선야구에서 가오나시를 흉내낸 퍼포먼스를 하여 주목받기도 했다.[4][5]
2. 가오나시는 종종 장애인들의 투표 퍼포먼스에 사용되었다. 이는 장애인이 선거에서 유령 취급을 받는 데 항의한다는 의미를 담고 있다.[6][7]